# Parafia Najświętszej Maryi Panny Matki Kościoła w Orłach-Zadąbrowiu

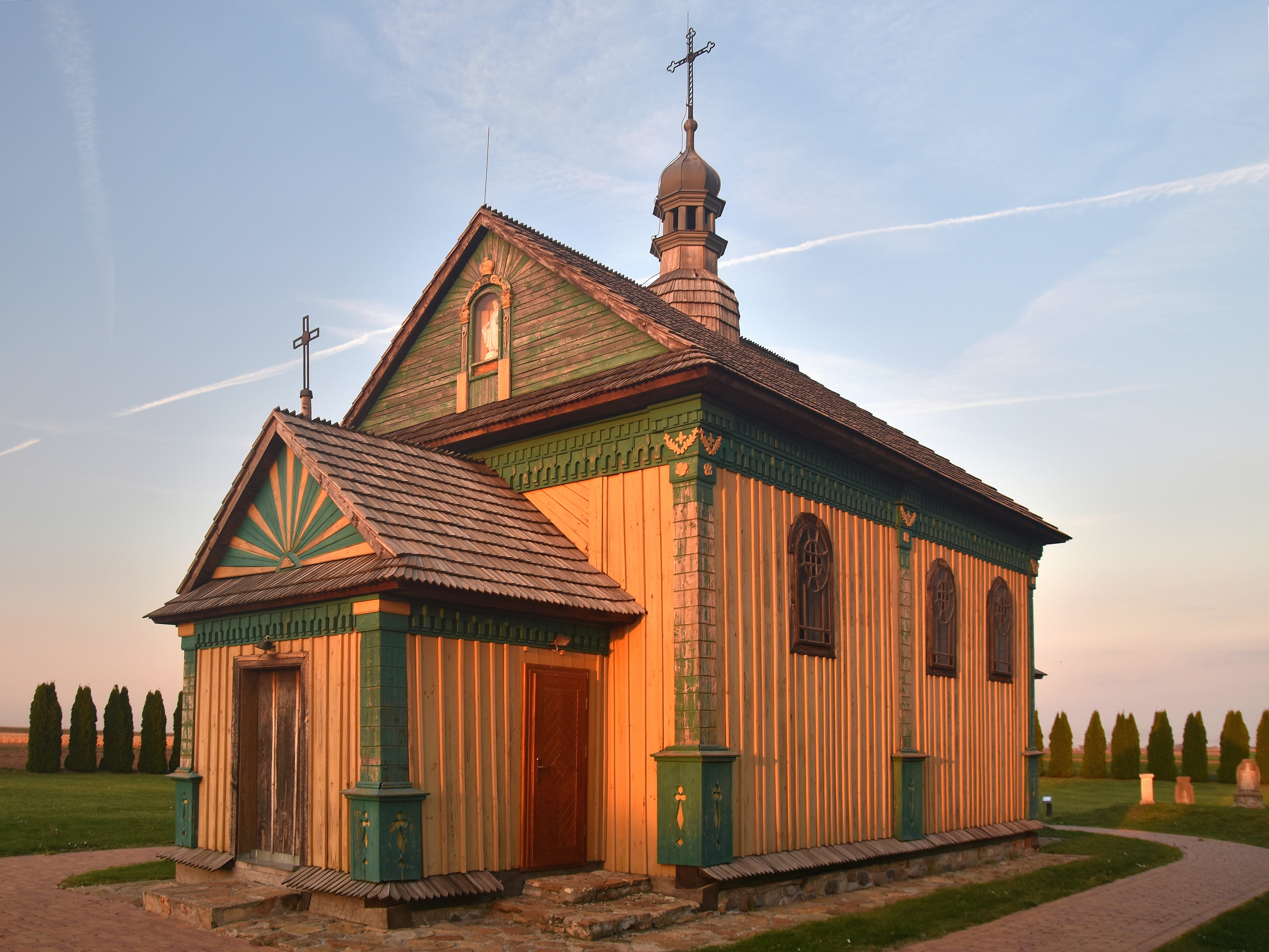
Dawna cerkiew w Zadąbrowiu

Parafia Najświętszej Maryi Panny Matki Kościoła w Orłach-Zadąbrowiu – parafia rzymskokatolicka znajdująca się w archidiecezji przemyskiej w dekanacie Radymno I.

## Historia
W 1921 roku, po parcelacji folwarku Stadnickiego i Sapiehy, osadnicy założyli: Kolonię Małkowską, Kolonię Hnatkowską, Kolonię Drohojówkę. Mieszkańcy przyjęli nazwę nowej wsi Orły, co miało symbolizować, że osadnicy zlecieli się z różnych stron jak te Orły. Nową wieś podzielono pomiędzy parafię Żurawica (Kolonia Małkowska) i parafię Wacławice (Kolonia Drohojowska, Kolonia Hnatkowska). W 1936 roku rozpoczęto budowę Domu Ludowego. W 1939 roku powołano komitet budowy kościoła, uzyskano plac pod budowę, ale wybuch wojny przerwał dalsze działania. W 1951 roku Kolonia Małkowska została przydzielona do nowej parafii Małkowice.
W 1971 roku podjęto decyzję o założeniu cmentarza w Orłach, a trzy lata później proboszcz Wacławic dokonał pierwszego pochówku. W 1980 roku w cmentarnej kaplicy proboszcz z Drohojowa odprawił pierwszą mszę świętą. W 1981 roku poświęcono dzwon i dzwonnicę oraz powołano komitet budowy kościoła. 15 sierpnia 1982 roku bp Tadeusz Błaszkiewicz poświęcił plac pod budowę nowego kościoła, a następnie rozpoczęto budowę kościoła, według projektu arch. mgr. inż. Leonarda Reppela i konstruktora dra inż. Andrzeja Pietrzyka.
13 listopada 1983 roku dekretem bpa Ignacego Tokarczuka, została erygowana parafia Orły-Zadąbrowie z wydzielonego terytorium parafii Radymno (Orły) i parafii Wacławice (Zadąbrowie). W sierpniu 1983 roku przydzielono z terytorium parafii Małkowice (Kolonię Małkowską). W październiku 1983 roku wmurowano kamień węgielny. 20 października 1986 roku bp Ignacy Tokarczuk poświęcił nowy kościół. 11 grudnia 1992 roku parafia została przydzielona do dekanatu Radymno I.
Na terenie parafii jest 1 674 wiernych (w tym: Orły – 1 075, Zadąbrowie – 564).
Proboszczowie parafii:
1983–1988. ks. Edward Stępień.
1988–2000. ks. Stanisław Pieńczak.
2000– nadal ks. Jerzy Gwizdak.

## Kościół filialny

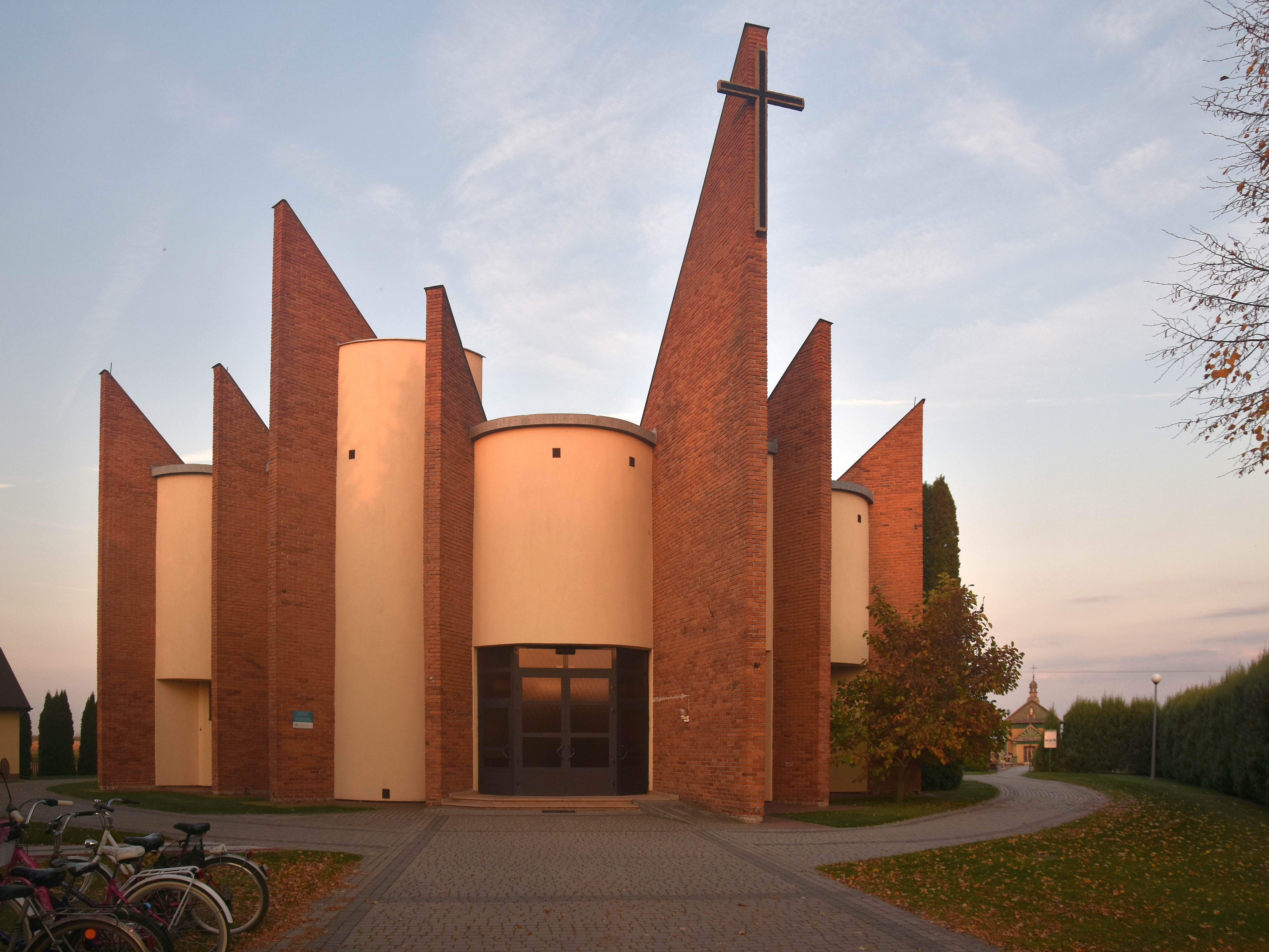
Kościół pw. Przemienienia Pańskiego w Zadąbrowiu

W 1945 roku po wysiedleniu grekokatolików z Zadąbrowia przybyli repatrianci ze wschodu. Na kościół filialny zaadaptowano dawną cerkiew. W latach 1945–1947 proboszcz z Radymna odprawiał msze święte raz w miesiącu. Od 1947 roku odprawiano msze święte dwa razy w miesiącu. W 1955 roku wykonano generalny remont kościoła. Od 1959 roku msze święte odprawiano już w każdą niedzielę. W 1974 roku zbudowano punkt katechetyczny. 
Ponieważ kościół był za mały na potrzeby wiernych, w 1980 roku podjęto decyzję o budowie nowego kościoła. W maju 1981 roku rozpoczęto budowę murowanego kościola, według projektu arch. mgr. inż. Leonarda Reppla. 18 października 1981 roku bp Stanisław Jakiel poświęcił kamień węgielny. 4 sierpnia 1983 roku bp Ignacy Tokarczuk nadał kościołowi tytuł Przemienienia Pańskiego. W październiku 1984 roku bp Ignacy Tokarczuk poświęcił nowy kościół.